# Pont de la Puce
Le pont de la Puce est un pont routier qui franchit la ligne de Paris-Saint-Lazare au Havre entre Colombes et La Garenne-Colombes.

## Situation
Situé à la limite de Colombes et La Garenne-Colombes, à proximité de la gare des Vallées, ce pont routier franchit la ligne de Paris-Saint-Lazare au Havre en joignant l'avenue du Général-de-Gaulle (anciennement avenue de Lutèce) dans la commune de La Garenne-Colombes, à l'avenue Henri-Barbusse à Colombes.

## Origine du nom

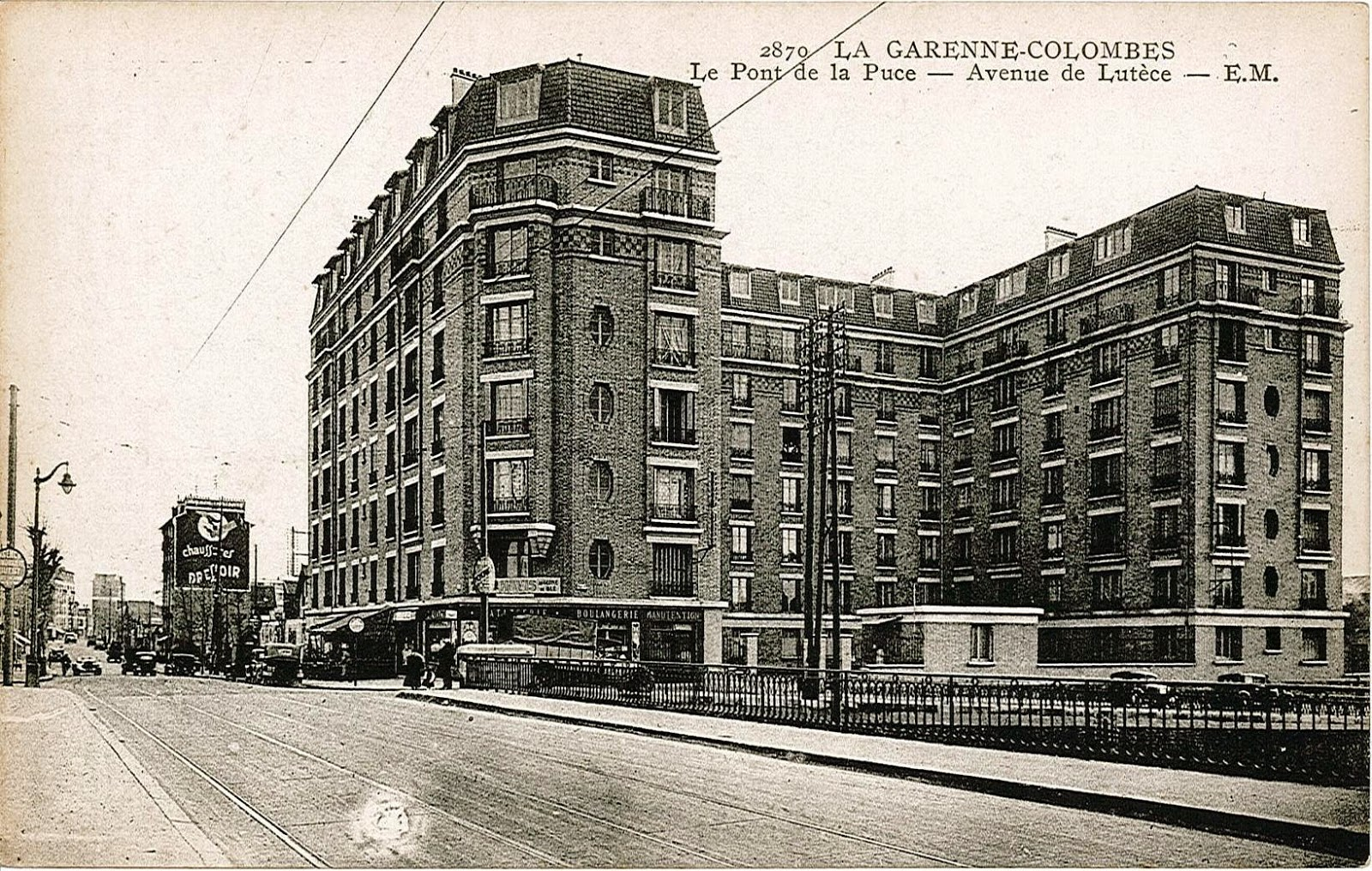
La Garenne Colombes: Le pont de la Puce sur l'avenue de Lutèce, aujourd'hui avenue du Général-de-Gaulle

L'origine du nom de ce pont est le vieux français Poussine.

## Historique

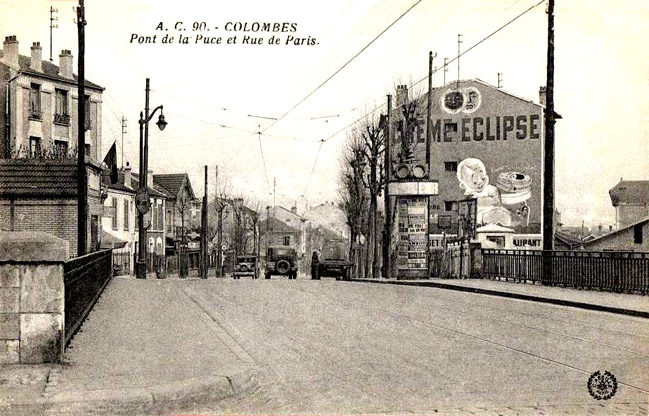
Pont de la Puce et rue de Paris, aujourd'hui avenue Henri-Barbusse.

La construction de la ligne de Paris-Saint-Lazare à Saint-Germain-en-Laye en 1837, nécessite à cet endroit un moyen de franchissement sûr de la voie ferrée, par ce qui était à l'époque la route départementale numéro 6 et aujourd'hui la route départementale 106 (RD 106).
En 1844, une gare est construite à cet endroit, mais elle est incendiée lors de la révolution de 1848,.
Le pont est construit en 1861 par la Compagnie des chemins de fer de l'Ouest.
Le Conseil Général de la Seine le fait élargir en 1899.
En 1910, les communes de Colombes et La Garenne-Colombes sont séparées, et le pont en marque symboliquement la limite.